# 台大薰風國樂團
台大薰風國樂團（National Taiwan University Chinese Orchestra，NTUCO）創立於1952年，為國立臺灣大學之學生國樂團，同時也是台灣歷史最悠久之學生國樂社團。原名為薰風國樂團，後經贈名，更名為台大薰風國樂團。為第一個前往大陸演出交流的學生樂團。通常於1月及7月舉行定期公演，近年來蟬聯臺灣全國學生音樂比賽國樂合奏大專B組第一名，除了定期演出，也致力於推廣國樂。樂團組織下設有樂隊部及教學部，樂團指揮為學生指揮。

## 重要演出歷史
- 1992年－前往中國大陸、香港，與中國音樂學院、上海民族樂團聯合演出。是第一個前往中國大陸演出的學生國樂團。
- 2003年－受美國南加州台灣大學校友會 （页面存档备份，存于）、洛杉磯張公略文教基金會、與加拿大溫哥華庇詩中樂協會[永久]之邀，前往美國洛杉磯與加拿大溫哥華演出。
- 2004年－舉辦「台灣音畫－三校聯合音樂會」，首次登上國家音樂廳。
- 2009年－舉辦暑期巡迴演出「鬧熱」，首次獨立於國家音樂廳演出。[永久]
- 2010年－受廈門大學民風雅樂社、澳門青年中樂團 （页面存档备份，存于）之邀，於廈門大學演出。 （页面存档备份，存于） （页面存档备份，存于）
- 2022年－舉辦暑期巡迴演出「黃金之風」，首次於衛武營國家藝術文化中心音樂廳演出。

## 樂團組織

### 樂隊部
負責主要對外演出與比賽。

### 中級班
針對喜好國樂，但無法配合樂隊部團練，或者學習國樂資歷較淺之團員，另外增設的部門。練習的曲目難度較樂隊部低，氣氛較為輕鬆隨興。於110學年度起廢除中級班部門。

### 教學部
負責樂器教學，每期提供的班數都不一定，由有能力開班授課之團員教授。只要時間能夠配合，除了學生，也接受社會人士一同學習。

## 獎項
- 2005年－93學年度全國學生音樂比賽國樂合奏大專團體B組特優第一名。
- 2006年－94學年度全國學生音樂比賽國樂合奏大專團體B組特優第一名。
- 2007年－95學年度全國學生音樂比賽國樂合奏大專團體B組特優第一名。
- 2008年－96學年度全國學生音樂比賽國樂合奏大專團體B組特優第一名。[永久]
- 2009年－97學年度全國學生音樂比賽國樂合奏大專團體B組特優第一名。[永久]
- 2010年－98學年度全國學生音樂比賽國樂合奏大專團體B組特優第一名。[永久]
- 2011年－99學年度全國學生音樂比賽國樂合奏大專團體B組特優第一名。[永久]
- 2012年－100學年度全國學生音樂比賽國樂合奏大專團體B組特優第一名。[永久]
- 2013年－101學年度全國學生音樂比賽國樂合奏大專團體B組特優第一名。 （页面存档备份，存于）
- 2014年－102學年度全國學生音樂比賽國樂合奏大專團體B組特優第一名。 （页面存档备份，存于）
- 2015年－103學年度全國學生音樂比賽國樂合奏大專團體A組特優第二名。
- 2016年－104學年度全國學生音樂比賽國樂合奏大專團體B組特優第一名。
- 2017年－105學年度全國學生音樂比賽國樂合奏大專團體B組特優第一名。}
- 2018年－106學年度全國學生音樂比賽國樂合奏大專團體B組特優第一名。
- 2019年－107學年度全國學生音樂比賽國樂合奏大專團體B組特優第一名。
- 2020年, 2021年受疫情影響而取消音樂賽事。
- 2022年－110學年度全國學生音樂比賽國樂合奏大專團體B組特優第一名。
- 2023年－111學年度全國學生音樂比賽國樂合奏大專團體B組特優第一名。
- 2024年－112學年度全國學生音樂比賽國樂合奏大專團體B組特優。
- 2025年－113學年度全國學生音樂比賽國樂合奏大專團體B組特優第一名。

## 外部連結
- 台灣大百科全書－台大薰風國樂團 （页面存档备份，存于）